# Luigi Cozzi
Luigi Cozzi (nacido en Busto Arsizio el 7 de septiembre de 1947) es un escritor, director de cine y guionista italiano adscrito a los géneros de la ciencia ficción y terror.

## Biografía
Cozzi se ha interesado en el cine desde su adolescencia, produciendo su primer filme de ciencia ficción de bajo presupuesto llamado The Tunnel Under the World a los 21 años, y que atrajo a la atención del productor Dario Argento. Así, Cozzi trabajó como asistente de director y guionista en algunas de las más famosas películas de Argento, incluso dirigiendo una película para televisión para la serie Doorway To Darkness, que fue producida por Argento en 1973.
Su primer trabajo cinematográfico profesional fue un giallo de 1975 llamado The Killer Must Kill Again, tras el que fue contratado para dirigir una serie de películas de ciencia ficción y fantasía de alto presupuesto, tales como Contamination, Starcrash, Hercules y Hercules 2. Cozzi ha trabajado con algunos de los actores más conocidos del género como Caroline Munro, Sybil Danning, Lou Ferrigno, Joe Spinnelli, Klaus Kinski y Brett Halsey.
En 1986, escribió y planeó dirigir Sinbad of the Seven Seas, pero el productor lo sustituyó en el último minuto por el director Enzo Castellari, quien después de cambiar drásticamente el guion y filmar más de tres horas de cinta, lo presentó al productor quien terminó por archivar el proyecto. En 1989, Cozzi volvió a ser contratado para modificar el filme y terminarlo.
Cozzi escribió un guion al que llamó De Profundis, que se suponía era un final no autorizado de la trilogía sin terminar de Dario Argento Tres Madres, filmándola posteriormente teniendo como protagonista a Caroline Munro; el filme fue renombrado por los distribuidores estadounidenses como The Black Cat, aunque tras su estreno en 1989, no obtuvo los resultados esperados.
Cozzi también trabajó en los efectos especiales de Phenomena, y fue director asistente en The Stendahl Syndrome, Two Evil Eyes y Nosferatu in Venice (una secuela de Nosferatu: Phantom der Nacht que le dio la oportunidad de trabajar con Klaus Kinski). Cuando Mario Caiano (el director de Nosferatu in Venice) abandonó la película de forma inesperada, Kinski intentó terminar la cinta él mismo, pero el productor contrató a Cozzi para ayudar a Kinski en la codirección. Cozzi también coescribió los guiones de Cuatro moscas sobre terciopelo gris y Jaws knock-off Monster Shark de Lamberto Bava. Algunas de sus obras se han llevado a cabo utilizando como nombre artístico Lewis Coates.

## Filmografía
- Il tunnel sotto il mondo (1969).
- Il vicino di casa, episodio de la miniserie La porta sul buio, (1973).
- L'assassino è costretto a uccidere ancora (1975).
- La portiera nuda (1976)
- Dedicato a una stella (1976)
- Star Crash - Scontri stellari oltre la Terza Dimensione (1978).
- Contamination (1980).
- Hercules (1983).
- Le avventure dell'incredibile Ercole (1985).
- Turno di notte (1987), serie televisiva.
- Nosferatu a Venezia (1988) (dirigida con Augusto Caminito), como director asistente.
- Paganini Horror (1989).
- Il gatto nero (1989).

### Guion
- Sinbad of the Seven Seas, dirigida por Enzo G. Castellari (1989)

## Obras(parcial)
- Il Cinema dei Mostri, Fanucci Editore, 1987.
- Il Cinema di Fantascienza, Fanucci Editore, 1989 (obra de dos volúmenes).
- Dario Argento, Fanucci Editore, 1991.
- Hammer. La fabbrica dei mostri, Profondo Rosso, 1999.
- La nascita del cinema di fantascienza. 1894-1919: da Georges Méliès a Willis O’Brien, Mondo Ignoto, 2005.
- Dario Argento e il making di Phenomena, Mondo Ignoto, 2006.
- La storia di «Urania» e della fantascienza in Italia. Vol. 1: L'era di Giorgio Monicelli, Profondo Rosso, 2006.
- Guida al cinema horror made in Italy, Profondo Rosso, 2007.
- Jack Arnold, William Alland e il grande cinema di fantascienza dell'Universal negli anni Cinquanta, Profondo Rosso, 2007.
- Space men. Il cinema italiano di fantascienza, Profondo Rosso, 2007.
- American International Pictures. I giorni dei mostri e delle astronavi, Profondo Rosso, 2008.
- La guerra dei mondi. La macchina del tempo e gli altri film di George Pal, Profondo Rosso, 2008.
- La storia di «Urania» e della fantascienza in Italia. Vol. 2, Profondo Rosso, 2008.
- Giallo argento. Tutto il cinema di Dario Argento, Profondo Rosso, 2009.
- L'orizzonte perduto del cinema di fantascienza (1930-1939). Vol. 3, Profondo Rosso, 2009.
- Ray Harryhausen e le meraviglie del cinema a «passo uno», Profondo Rosso, 2009.
- La storia di Urania e della fantascienza in Italia. I pionieri dell'infinito. Vol. 3, Profondo Rosso, 2009.
- La storia di Urania e della fantascienza in Italia. Vol. 4: I fabbricanti di universi., Profondo Rosso, 2010.
- George Pal, Nebula Edizioni.
- Il Mostro sexy, Edizioni Inteuropa.
- Mario Bava. I mille volti della paura, Mondo Ignoto.
- American International Pictures. I giorni dei mostri e delle astronavi, Mondo Ignoto.
- Godzilla & company – il cinema dei grandi mostri, Profondo Rosso.
- Scontri stellari oltre la terza dimensione, Solaris.